# Michal Snunit

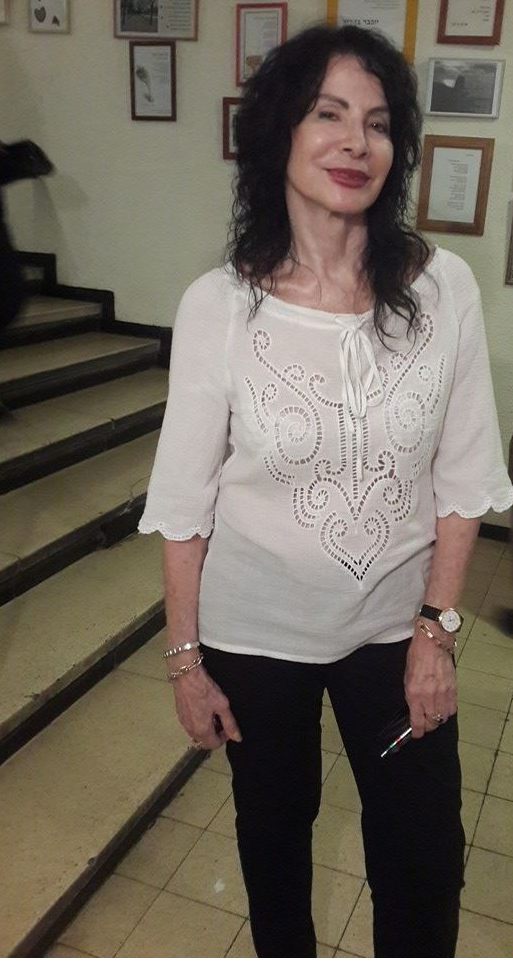
Michal Snunit

Michal Snunit (hebräisch מיכל סנונית; * 1940 in En HaChoresch, Palästina (Völkerbundsmandat)) ist eine Dichterin sowie Schriftstellerin.

## Leben
Michal Snunit wurde 1940 im Kibbuz En HaChoresch südlich von Chadera geboren, den ihre aus Belgien ausgewanderten Eltern in Palästina gegründet haben, und wohnt heute in Tel Aviv.
Sie studierte Literatur und Theaterwissenschaften an der Universität von Tel Aviv und arbeitete mit Kindern in der Landwirtschaft des Kibbuz.
Danach arbeitete sie als Journalistin einer Tageszeitung.
Von 1975 bis 1979 war sie Redakteurin eines Wochenmagazins.
Zusätzlich zu ihren Büchern schrieb sie Artikel für die Kinderliteratur sowie Liedtexte für Kindermusicals. Michal Snunit ist für ihre Gedichte und Erzählungen für Jung und Alt bekannt.

## „Der Seelenvogel“
Ihre Geschichte „Der Seelenvogel“ beschreibt die Beziehung zwischen uns und unserer Seele. Für Kinder erdacht, wurde diese Erzählung zum internationalen Bestseller für Jung und Alt. In mehr als 25 Sprachen übersetzt hat „Der Seelenvogel“ ein ähnliches Anliegen wie Der kleine Prinz von Saint-Exupery und übermittelt uns durch einfache Bilder eine tiefe philosophische Botschaft.